# Diospyros minimifolia
Espèce
Classification phylogénétique
Statut de conservation UICN

 NT  : Quasi menacé
Statut CITES
Diospyros minimifolia est une espèce de plantes à fleurs de la famille des Ebenaceae. C'est un arbre endémique en Nouvelle-Calédonie. Il fait partie du même genre que les ébènes ou le plaqueminier (arbre donnant le kaki). Le genre Diospyros est répandu en Nouvelle-Calédonie. Il en existe 31 espèces dont une seule n'est pas endémique. Le nom spécifique minimifolia vient du fait que l’espèce possède de petites feuilles.

## Description
C'est un arbre qui possède des branches ramifiées, très fines, touffues, disposées tout autour de l’arbre en plateau. Son tronc est très droit. Il mesure en général 4 mètres, mais peut mesurer, lorsque les conditions lui sont favorables, jusqu’à 15 mètres de haut, avec un tronc de 30 cm de diamètre. Son écorce est noire et lisse, et permet d’identifier rapidement cet arbre dans une forêt sèche.
Les feuilles sont petites (maximum 1,5 cm de long), de forme arrondie, de couleur vert foncé dessus et vert clair dessous. Elles sont luisantes, fines mais très coriaces. La nervure est peu apparente. Les feuilles sont légèrement recourbées sur le côté, comme des cuillères. Les feuilles sont toujours disposées sur les branches de manière à être tournées vers le ciel.
L’arbre porte des fleurs mâles et des fleurs femelles. Elles sont insignifiantes, de couleur grise et poilues. Elles mesurent environ 0,5 cm de long.

## Reproduction
Les fruits ressemblent à des grands couverts de poils fins et de couleur jaune à marron clair. Ils mesurent 1 cm de long environ. Le fruit est « posé » sur le calice de la fleur fanée. La croissance de cet arbre est très lente. La germination est mal connue.

## Place dans la forêt sèche de Nouvelle-Calédonie
Cet arbre pousse uniquement dans les forêts sèches. On le trouve dans la région de Poya/Pouembout, sur les presqu’îles de Beaupré et de Montagnes, vers Moindou, mais pas autour de Nouméa. On ne le trouve pas au-dessus de 70 m d’altitude.
Ce bel arbre qui pourrait être exploité comme plante ornementale présente l’inconvénient de pousser très lentement. Il préfère les zones plutôt planes, très sèches, mais n’a pas de préférence sur le type de sol.